# 戴夫·羅伯斯
戴夫·羅伯斯（英語：Dave Roberts，1972年5月31日—），日裔美國職棒總教練和外野手，現任美國職棒大聯盟（MLB）洛杉磯道奇隊總教練。他在10年的職業生涯中效力過5支美國職棒大聯盟球隊，隨後在聖地牙哥教士隊執教，之後於2016年被任命為洛杉磯道奇隊主教練。戴夫·羅伯斯在2004年世界大賽中效力於波士頓紅襪時期奪得冠軍。
戴夫·羅伯斯的母親是日本人，父親是非裔美國人。羅伯斯在2017年帶領道奇隊奪得國家聯盟冠軍，成為首位帶領球隊打進世界大賽的亞裔主教練。他還帶領道奇隊參加了2018年、2020年和2024年的世界大賽，並在2020年賽季和2024年賽季中奪得冠軍。羅伯茨是第一位帶領球隊奪得世界大賽冠軍的亞裔主教練和第二位非裔主教練。